# Pątnów (województwo dolnośląskie)
Pątnów (niem. Panthenau) – wieś w Polsce, położona w województwie dolnośląskim, w powiecie legnickim, w gminie Chojnów.
W latach 1975–1998 wieś położona była w województwie legnickim.

## Integralne części wsi
| SIMC    | Nazwa       | Rodzaj     |
| ------- | ----------- | ---------- |
| 0363530 | Gołocin     | przysiółek |
| 0363547 | Pawlikowice | przysiółek |

## Historia
Średniowieczna wieś była bogatą osadą Trzebowian (w dokumentach wzmiankowana jako Panthenau – Koischkau); ośrodek hodowli ryb w stawach rybnych w rozlewiskach potoku Brochotka.

## Zabytki
Do wojewódzkiego rejestru zabytków wpisane są:
- kościół ewangelicki, obecnie rzymskokatolicki filialny pw. św. Jana Chrzciciela, murowany z 1705 r., przebudowany w XX w.
- zespół pałacowy, z XVIII w.
  - pałac klasycystyczny (ruina), z zachowanym ogrodem
  - park w stylu angielskim; a w nim 170-letnie pomnikowe lipy i platany.